# Gorączka neutropeniczna
Gorączka neutropeniczna – obniżenie liczby neutrofilów poniżej 500/µl lub poniżej 1000/µl przy przewidywanym spadku ich liczby poniżej 500/µl w ciągu 48 godzin i jednoczesna obecność gorączki zdefiniowanej jako ciepłota ciała powyżej 38,3 °C zmierzona w jamie ustnej lub utrzymywanie się temperatury powyżej 38,0 °C w odstępie godziny. U chorego z neutropenią i sepsą również rozpoznaje się gorączkę neutropeniczną.
Neutropenia i gorączka neutropeniczna pozostają jednym z najważniejszych czynników wpływających na ograniczenie wielkości dawki leków cytostatycznych lub opóźnienie ich podania, zwiększoną śmiertelność oraz przedłużony pobyt w szpitalu chorych leczonych onkologicznie. Gorączka neutropeniczna poprzez redukcję wielkości i intensywności dawek chemioterapii prowadzi do pogorszenia skuteczności leczenia ogólnoustrojowego, jak i pogorszenia wyników końcowych leczenia chorób nowotworowych potencjalnie chemiouleczalnych. Ryzyko wystąpienia neutropenii i gorączki neutropenicznej zależy od zastosowanego programu leczniczego, zastosowanych dawek cytostatyków, stopnia zaawansowania choroby nowotworowej, stanu ogólnego chorego oraz chorób współistniejących.
Rozpoznanie jest stawiane na podstawie kryteriów rozpoznania. Tylko u części chorych udaje się mikrobiologicznie lub klinicznie potwierdzić obecność zakażenia, jednak ze względu na szybki przebieg i bardzo wysoką śmiertelność zakażeń towarzyszących neutropenii, których jedynym objawem może być wyłącznie gorączka, a także niedostateczną szybkość, czułość i swoistość badań mikrobiologicznych w rozpoznaniu i wykluczaniu zakaźnych i niezakaźnych przyczyn gorączki, konieczne jest wdrożenie antybiotykoterapii empirycznej z zastosowaniem antybiotyków o szerokim spektrum działania bez oczekiwania na wynik badań mikrobiologicznych.

## Definicja gorączki neutropenicznej
Definicje gorączki neutropenicznej według różnych towarzystw naukowych wykazują pewne różnice:
- definicja gorączki neutropenicznej według NCCN – obniżenie liczby neutrofilów poniżej 500/µl (neutropenia) lub 1000/µl przy przewidywanym spadku ich liczby poniżej 500/µl w ciągu 48 godzin i obecność gorączki definiowanej jako ciepłota ciała powyżej 38,3 °C zmierzona w jamie ustnej lub utrzymywanie się temperatury powyżej 38,0 °C przez godzinę[10],

- definicja gorączki neutropenicznej według ESMO – obniżenie liczby neutrofilów poniżej 500/µl lub spodziewany spadek lub przewidywany spadek ich liczby poniżej 500/µl oraz obecność gorączki definiowanej jako ciepłota ciała powyżej 38,3 °C zmierzona w jamie ustnej lub utrzymywanie się temperatury powyżej 38,0 °C przez dwie godziny[11],

- definicja gorączki neutropenicznej według IDSA – obniżenie liczby neutrofilów poniżej 500/µl lub przewidywany spadek ich liczby poniżej 500/µl w ciągu 48 godzin oraz obecność gorączki definiowanej jako ciepłota ciała powyżej 38,3 °C zmierzona w jamie ustnej lub utrzymywanie się temperatury powyżej 38,0 °C przez godzinę[12].

## Etiologia
Neutrofile stanowią większość leukocytów, obok makrofagów pełnią ważne miejsce w układzie fagocytarnym. Istotne obniżenie liczby neutrofilów prowadzi do upośledzenia odpowiedzi zapalnej i umożliwia niekontrolowane namnażanie się drobnoustrojów, co z kolei wiąże się ze zwiększonym ryzykiem infekcji, których zwykle pierwszym objawem jest gorączka. Ryzyko rozwoju zakażenia zależy od stopnia i czasu trwania neutropenii, a także od uszkodzenia barier naturalnych (śluzówki, skóry), kolonizacji drobnoustrojów i obecności współistniejących innych zaburzeń układu odpornościowego. Ograniczenie zdolności do rozwijania odpowiedzi zapalnej może prowadzić do maskowania typowych objawów infekcji. Jednocześnie samo powstawanie gorączki nie ulega upośledzeniu w neutropenii, ponieważ cytokiny prozapalne niezbędne do jej rozwoju są wytwarzane przez inne komórki, w tym makrofagi, limfocyty, fibroblasty, komórki nabłonkowe i komórki śródbłonka. U chorych z gorączką neutropeniczną infekcja przebiega szybciej i intensywniej, częściej prowadząc do zgonu chorych.
Neutropenia u dorosłych jest przede wszystkim związana z działaniem mielotoksycznym chemioterapii, a w mniejszym odsetku również radioterapii oraz przeszczepieniem szpiku. Ocenia się, że chemioterapia jest przyczyną 60–80% przypadków neutropenii. Rzadszymi przyczynami neutropenii jest bezpośredni naciek szpiku kostnego przez proces rozrostowy, zaburzenia mielopoezy w następstwie zespołu mielodysplastycznego, ciężkiego niedoboru witaminy B12, kwasu foliowego oraz wrodzonych pierwotnych aplazji szpiku. Agranulocytoza może być również związana z lekami innymi niż cytostatyki, przede wszystkim z klozapiną, tiklopidyną, sulfsalazyną, metamizolem, kotrimoksazolem, karbamazepiną i rytuksymabem, a także z niektórymi infekcjami.
Chemioterapia czy radioterapia stosowana w leczeniu nowotworów złośliwych poprawia przeżycie leczonych, u części z nich pozwalając na wyleczenie, jednak jednocześnie wiąże się z różnego stopnia upośledzeniem czynności szpiku (mielosupresja). U większości chorych poddanych chemioterapii dochodzi do różnego stopnia neutropenii, przy czym u większości leczonych nie pojawiają się objawy kliniczne oraz nie zachodzi konieczność wdrażania leczenia. Okres największego zahamowania czynności szpiku, nadir, przypada zwykle pomiędzy 5 a 10 dniem od podania cytostatyków. Neutropenia I stopnia (2000–1500/µl) nie zwiększa znacząco ryzyka powikłań infekcyjnych, ale neutropenia wyższych stopni proporcjonalnie zwiększa to ryzyko. U chorych leczonych onkologicznie zwiększone ryzyko zakażenia wynika nie tylko z samego uszkodzenia komórek progenitorowych szpiku i obniżenia liczby neutrofilów, ale również z uszkodzenia błony śluzowej przewodu pokarmowego.
Tylko w stosunkowo niewielkim odsetku, w około 20–30% przypadków gorączki neutropenicznej udaje się mikrobiologicznie ustalić etiologię, a w około 20% przypadków infekcje rozpoznaje się klinicznie. U części chorych gorączka nie jest związana z zakażeniem, a z samą etiologią nowotworu, zastosowanymi lekami, leczeniem preparatami krwiopochodnymi czy też żylną chorobą zakrzepowo-zatorową. Jednak w związku z ryzykiem bardzo szybkiego postępu infekcji z wysokim ryzykiem zgonu chorego gorączka u chorych z neutropenią w pierwszej kolejności jest traktowana jako wyznacznik infekcji.

## Epidemiologia
Gorączka neutropeniczna rozwija się u około 10–50% leczonych onkologicznie z powodu guza litego oraz 80–90% chorych leczonych nowotworów układu krwionośnego. Gorączka neutropeniczna najczęściej dotyczy chorych na raka piersi, płuc, jajnika i przełyku. Stanowi powód 20 na 1000 przyjęć na oddziały onkologiczne.

## Czynniki ryzyka rozwoju gorączki neutropenicznej
Stan chorego

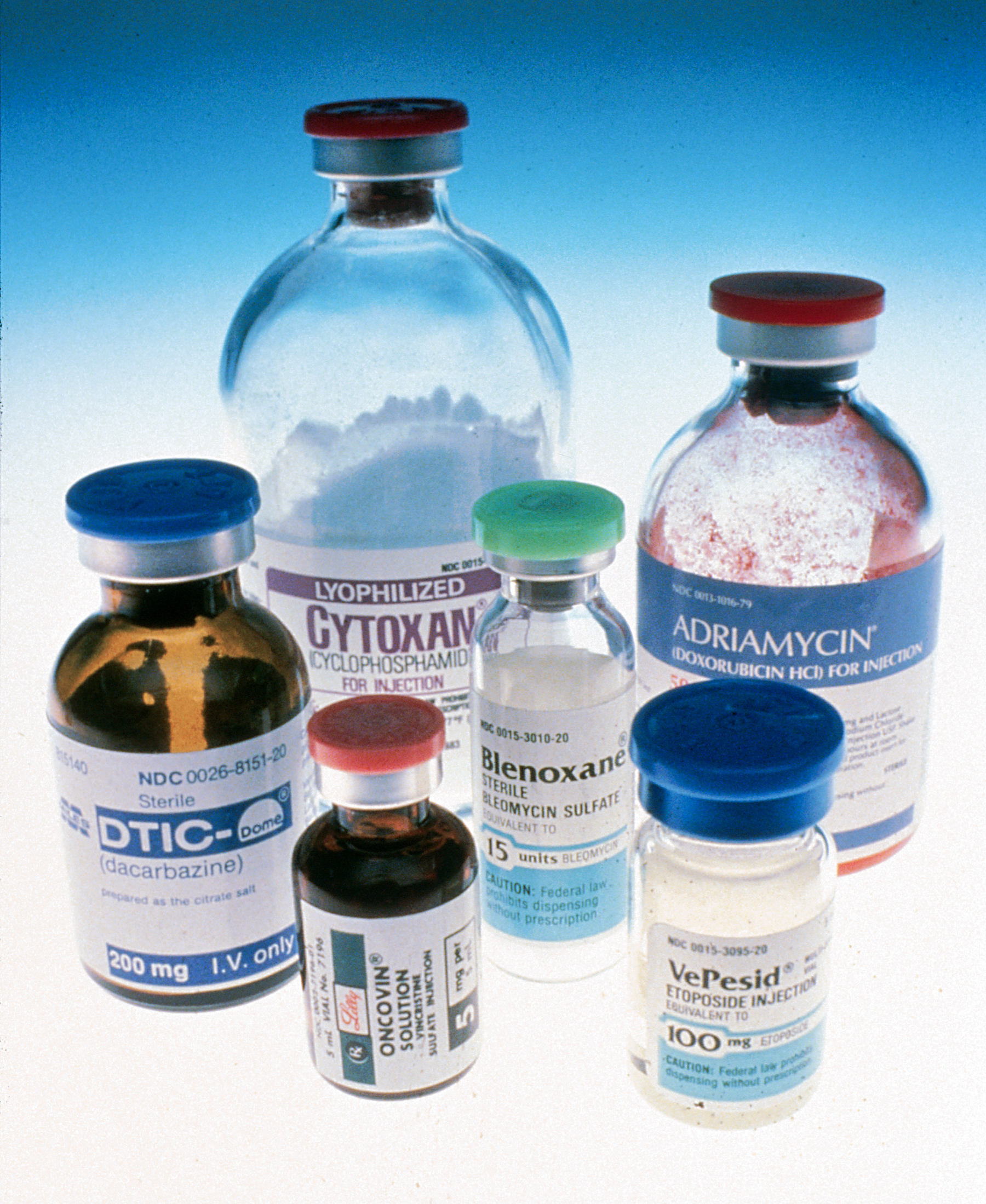
Ryzyko pojawienia się neutropenii i rozwoju gorączki neutropenicznej zależy przede wszystkim od zastosowanego programu leczniczego

Ryzyko istotnej neutropenii i gorączki neutropenicznej u osób starszych często jest powodem redukcji dawki chemioterapii, mimo że niektórzy chorzy również mogą odnieść korzyść z agresywnej chemioterapii. W kilku badaniach zaobserwowano, że starszy wiek (po 65. roku życia) wiąże się z większym ryzykiem rozwinięcia gorączki neutropenicznej. Także zły stan sprawności wiąże się ze zwiększonym ryzykiem jej rozwinięcia. Choroby współtowarzyszące znacząco zwiększają ryzyko gorączki neutropenicznej, szczególnie dotyczy to istotnych schorzeń układu krążenia, wątroby i nerek.
Choroba nowotworowa
W kilku badaniach zaobserwowano, że typ histopatologiczny oraz zaawansowanie choroby są czynnikami prognostycznymi przebiegu gorączki neutropenicznej.
Leczenie przeciwnowotworowe
Najważniejszym czynnikiem ryzyka wystąpienia gorączki neutropenicznej jest zastosowany program chemioterapii. Ryzyko wystąpienia neutropenii i gorączki neutropenicznej zależą od zastosowanych cytostatyków oraz ich dawek, szczególnie od intensywności dawki, a także w mniejszym stopniu od liczby zastosowanych cytostatyków w programie leczniczym. Mielosupresję powodują szczególnie antracykliny, taksany, leki alkilujące, inhibitory topoizomerazy, gemcytabina i winorelbina.
| Nowotwór                            | Kategoria ryzyka | Schemat |
| Chłoniaki nieziarnicze              | >20%             | ICE R-ICE MINE DHAP ESHAP R-ESHAP CHOP-21 R-CHOP-21 FC FCR HyperCVAD + rituksymab MOPPEB-VCAD VAPEC-B DACVBP Stanford V |
| Chłoniaki nieziarnicze              | 10–20%           | ACOD FMR DA-EPOCH R-maxi-CHOP + ARA-C + cyklofosfamid R-GemP R-GemOx                                                    |
| Chłoniak Hodgkina                   | >20%             | BEACOPP |
| Rak płuca niedrobnokomórkowy        | >20%             | Cisplatyna + etopozyd Cisplatyna + winorelbina + cetuksymab Karboplatyna + docetaksel                                   |
| Rak płuca niedrobnokomórkowy        | 10–20%           | Cisplatyna + winorebina Cisplatyna + docetaksel VIG                                                                     |
| Rak płuca niedrobnokomórkowy        | <10%             | Cisplatyna + gemcytabina Karboplatyna + paklitaksel                                                                     |
| Rak płuca drobnokomórkowy           | >20%             | Topoteksan ACE |
| Rak płuca drobnokomórkowy           | 10–20%           | Karboplatyna + etopozyd CAV                                                                                             |
| Rak płuca drobnokomórkowy           | <10%             | Karboplatyna + paklitaksel CAV → PE                                                                                     |
| Rak piersi                          | >20%             | AC → T AT AP TAC FEC-DD/DDG DDG DOX → PXL → CTX DDG DOX CTX → PXL DDG EC                                                |
| Rak piersi                          | 10–20%           | AC NA DXL FEC-D FEC-100 CEF Kapecytabina + docetaksel Cyklofosfamid + mitoksantron                                      |
| Rak piersi                          | <10%             | EC FEC 120 CMF |
| Rak żołądka i przełyku              | >20%             | DCF TC TCF ECF ECX EOX EOF LVFU LVFU + cisplatyna LVFU + irynotekan                                                     |
| Rak żołądka i przełyku              | 10–20%           | Docetaksel + irynotekan                                                                                                 |
| Rak jelita grubego                  | 10–20%           | LF4 FOLFIRI |
| Rak jelita grubego                  | <10%             | FOLFOX Irynotekan |
| Rak trzustki                        | 10–20%           | FOLFIRINOX Gemcytabina + irynotekan                                                                                     |
| Rak trzonu macicy                   | 10–20%           | Cisplatyna + docetaksel Docetaksel                                                                                      |
| Rak szyjki macicy                   | >20%             | Cisplatyna + paklitaksel                                                                                                |
| Rak szyjki macicy                   | 10–20%           | Cisplatyna + topotekan Irynotekan                                                                                       |
| Rak jajnika                         | >20%             | Docetaksel Paklitaksel                                                                                                  |
| Rak jajnika                         | 10–20%           | Topotekan |
| Rak jajnika                         | <10%             | Paklitaksel + karboplatyna Gemcytabina + cisplatyna                                                                     |
| Nowotwory zarodkowe jądra i jajnika | >20%             | BEP VeIP VIP BOP-VIP TIP                                                                                                |
| Nowotwory zarodkowe jądra i jajnika | 10–20%           | Cisplatyna + etopozyd                                                                                                   |
| Rak pęcherza                        | >20%             | MVAC |
| Rak prostaty                        | 10–20%           | Kabazytaksel |
| Mięsaki                             | >20%             | MAID Ifosfamid + doksorubicyna Doksorubicyna                                                                            |

## Rozpoznanie

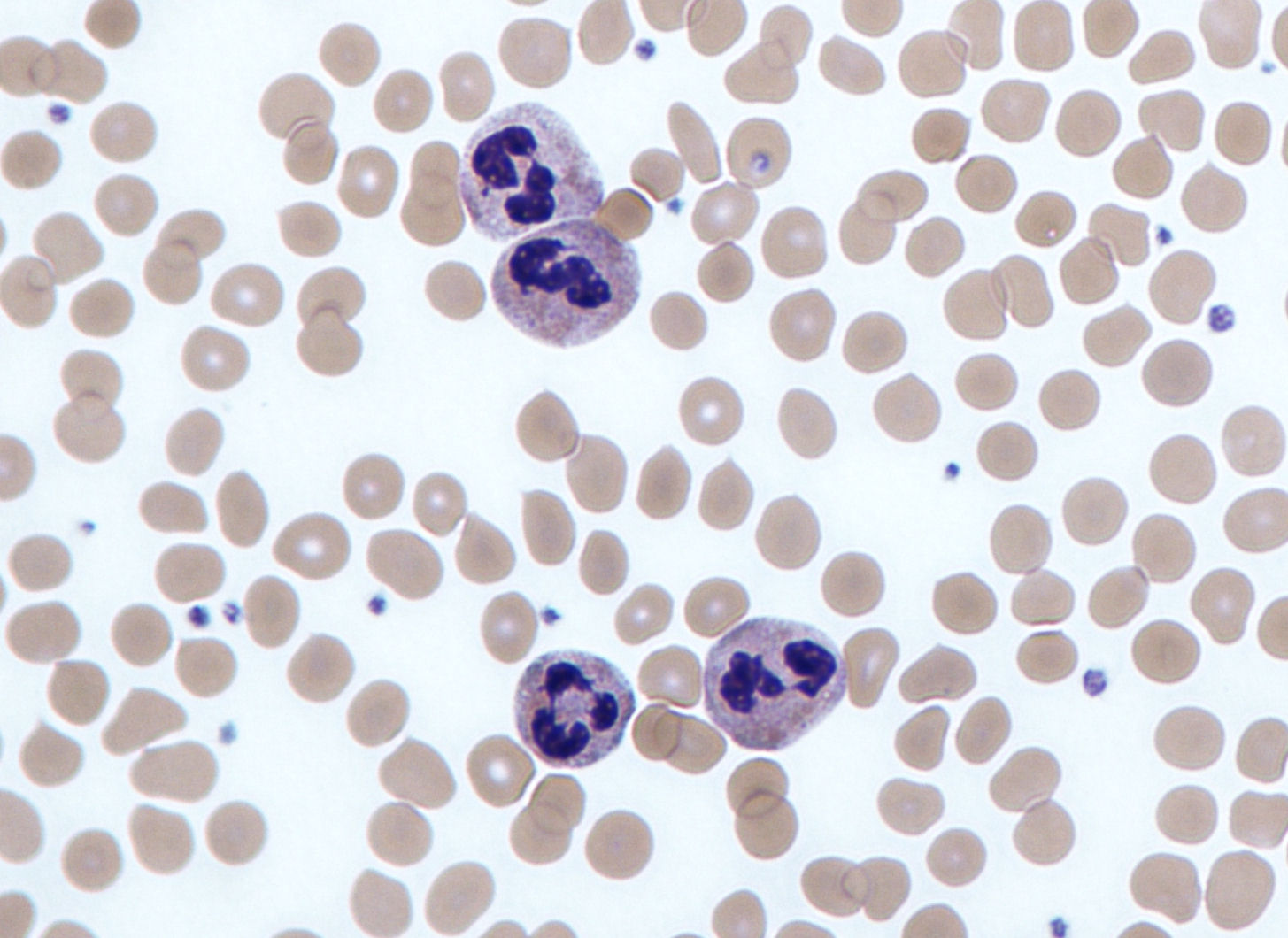
Rozmaz krwi obwodowej, prawidłowe neutrofile otoczone licznymi erytrocytami

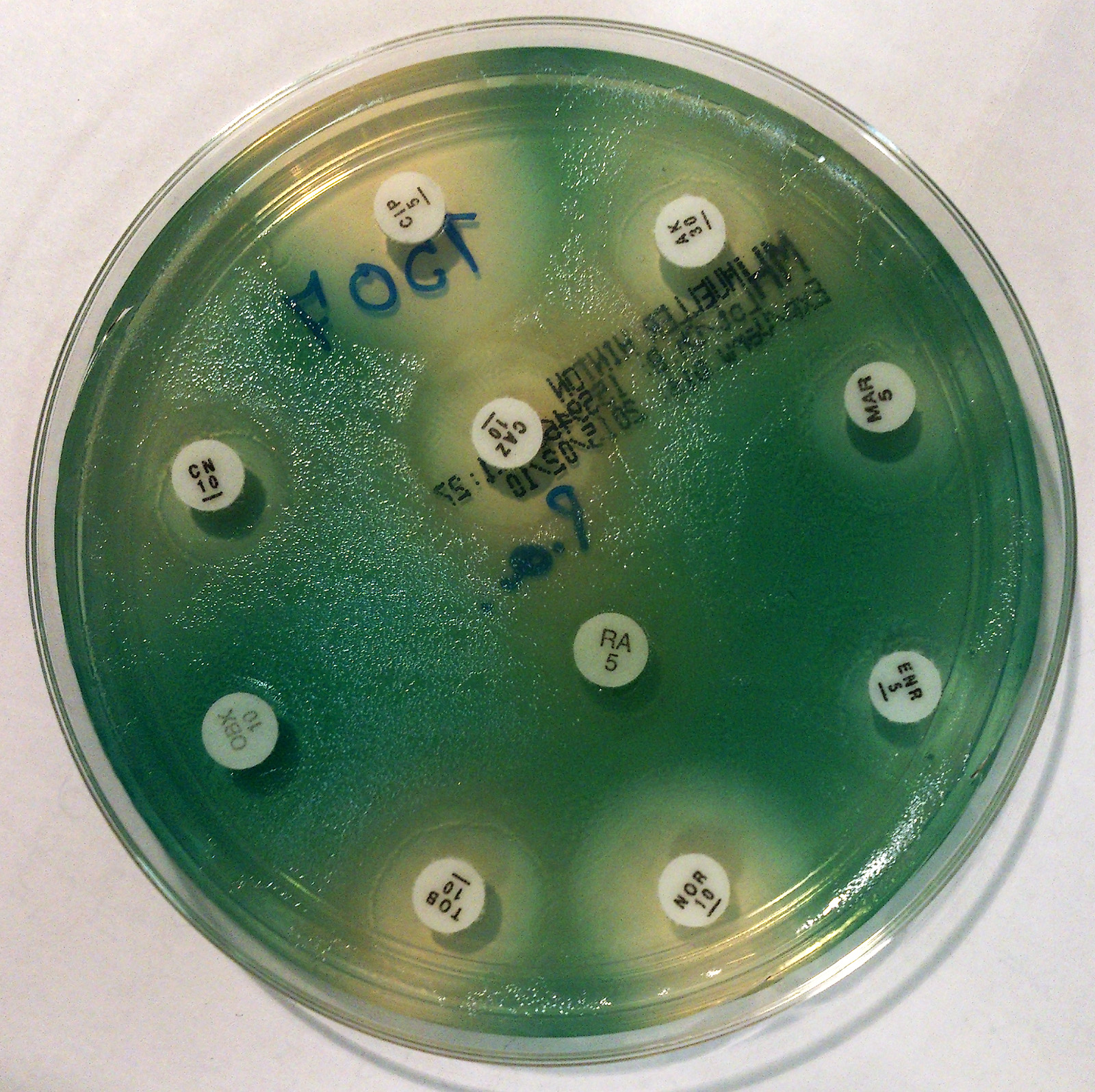
Antybiogram w posiewie Pseudomonas aeruginosa

Rozpoznanie jest stawiane na podstawie obrazu klinicznego i wyników badań laboratoryjnych na podstawie kryteriów rozpoznania. Konieczne jest ustalenie typu i stopnia zaawansowania choroby nowotworowej, zastosowanego programu leczniczego i wielkości podanych dawek oraz czasu, jaki upłynął od podania (nadir), obecności istotnych chorób współistniejących, stosowanych leków, w tym także antybiotyków oraz profilaktyki czynnikami wzrostu. Istotne jest ustalenie wcześniejszej antybiotykooporności rozpoznanych patogenów. W badaniu fizykalnym poszukuje się ewentualnych ognisk infekcji. Wykonuje się podstawowe badania laboratoryjne, w tym ocenę morfologii z rozmazem, jonogramu, stężenia kreatyniny, mocznika, aminotransferaz, bilirubiny oraz CRP. Konieczne jest pobranie krwi na posiew z dwóch osobnych wkłuć, a w przypadku cewników naczyniowych również z nich. W zależności od wskazań mogą być konieczne posiewy innych materiałów biologicznych, szczególnie posiewu moczu, plwociny, kału czy badanie kału w kierunku toksyn Clostridium difficile, zdjęcie rentgenowskie klatki piersiowej, a także inne badania obrazowe, takie jak USG jamy brzusznej czy tomografia komputerowa (TK) jamy brzusznej z miednicą oraz klatki piersiowej. U chorych z neutropenią ograniczenie zdolności do rozwijania odpowiedzi zapalnej prowadzi do maskowania typowych objawów infekcji i ogranicza wiarygodność niektórych badań laboratoryjnych.
Tylko u 20–30% chorych udaje się zidentyfikować patogen odpowiedzialny za gorączkę, a w 20% rozpoznanie infekcji jest stawiane klinicznie. Z drugiej strony ustąpienie gorączki obserwuje się u 60% chorych poddanych empirycznej antybiotykoterapii. U około 50% chorych czynnikiem etiologicznym zakażenia są bakterie Gram-dodatnie, u 35% bakterie Gram-ujemne, a u 15% zakażenia mają etiologię mieszaną. Wśród bakterii Gram-dodatnich najczęściej rozpoznaje się Staphylococcus aureus, Staphylococcus epidermidis, Streptococcus pneumoniae, Streptococcus pyogenes, Streptococcus viridans i Enterococcus faecalis i Enterococcus faecium. Z kolei najczęstszymi rozpoznawanymi bakteriami Gram-ujemnymi są Klebsiella spp, Pseudomonas aeruginosa.

## Ocena ryzyka powikłań
Ryzyko potencjalnych powikłań i zgonu chorego z gorączką neutropeniczną wynika z czynników ryzyka. Stopień ocenionego ryzyka ma bezpośrednie znaczenie kliniczne, ponieważ przekłada się na decyzję o hospitalizacji chorego oraz charakterze leczenia. Wysokie ryzyko warunkuje głównie stopień neutropenii i czas jej trwania. Przyjęto, że do grupy wysokiego ryzyka należą chorzy z neutropenią poniżej 100/µl i przewidywanym czasem trwania neutropenii powyżej 7–10 dni. Do tej grupy ryzyka zalicza się również chorych z poważnymi chorobami współistniejącymi i ciężkimi objawami. Ocenę ryzyka powikłań i zgonu zwykle przeprowadza się na podstawie systemu MASCC, który ma na celu identyfikację chorych o niskim ryzyku powikłań. U chorych o niskim ryzyku według MASCC (≥21 punktów) ryzyko poważnych powikłań gorączki neutropenicznej wynosi 6%, a zgonu poniżej 1%; przy liczbie punktów poniżej 21 ryzyko poważnych powikłań jest wysokie, wynoszące 39%, a ryzyko zgonu wynosi 14%. System MASCC wykazuje dużą czułość, swoistość oraz dodatnią i ujemną wartość predykcyjną w rozpoznawaniu chorych o niskim ryzyku powikłań i zgonu. Kryteria MASCC nie biorą pod uwagę czasu trwania neutropenii, który ma istotny wpływ na rokowanie. Zalecenia NCCN sugerują, by chorych z bardzo ciężką neutropenią poniżej 100/µl o przewidywanym czasie trwania powyżej 7 dni również kwalifikować do grupy wysokiego ryzyka niezależnie od liczby punktów w systemie MASCC.
| Cecha                                                                                     | Punktacja |
| nasilenie choroby:                                                                        |           |
| bez objawów albo objawy o niewielkim nasielniu                                            | 5         |
| objawy o niewielkim nasileniu                                                             | 3         |
| chory w stanie ciężkim lub umierający                                                     | 0         |
| bez hipotensji                                                                            | 5         |
| bez przewlekłej obturacyjnej choroby płuc (POChP)                                         | 4         |
| nowotwór lity lub nowotwór układu krwiotwórczego bez wcześniejszego zakażenia grzybiczego | 4         |
| bez odwodnienia wymagającego nawadniania dożylnego                                        | 3         |
| chory pod opieką ambulatoryjną w chwili wystąpienia gorączki                              | 3         |
| wiek <60 lat (nie dotyczy chorych w wieku ≤16 lat)                                        | 2         |
| Liczba punktów >21 wskazuje na niewielkie ryzyko zakażenia i powikłań                     |           |

## Leczenie
Postępowanie u chorego z gorączką neutropeniczną zależy od stopnia ocenionego ryzyka zgonu i powikłań oszacowanego według MASCC. Chorych z gorączką neutropeniczną przydziela się do grupy wysokiego lub niskiego ryzyka. Kategoria ryzyka pozwala ocenić, czy chory może być leczony ambulatoryjnie, czy wymaga hospitalizacji. Infekcje bakteryjne są najczęstszą przyczyną gorączki neutropenicznej, dlatego podstawą leczenia chorych z gorączką neutropeniczną jest empiryczna antybiotykoterapia za pomocą leków o szerokim spektrum działania obejmujących najczęstsze czynniki patogenne. Strategia wynika z niedostatecznej szybkości, czułości i swoistości badań mikrobiologicznych w rozpoznaniu czy wykluczaniu przyczyn zakaźnych i niezakaźnych gorączki, a oczekiwanie na ich wynik mogłoby zbyt opóźniać wdrożenie skutecznego leczenia. Na dobór antybiotyków wpływa przypuszczalny punkt wyjścia zakażenia, najczęstsze izolowane patogeny, rozpowszechnienie oporności na antybiotyki (szczególnie MRSA i VRE) oraz ostatnio przyjmowane przez chorego antybiotyki, w tym także w ramach profilaktyki. Empiryczna antybiotykoterapia pozwala zredukować śmiertelność z 75% do poniżej 10%.
Leczenie chorych o wysokim ryzyku

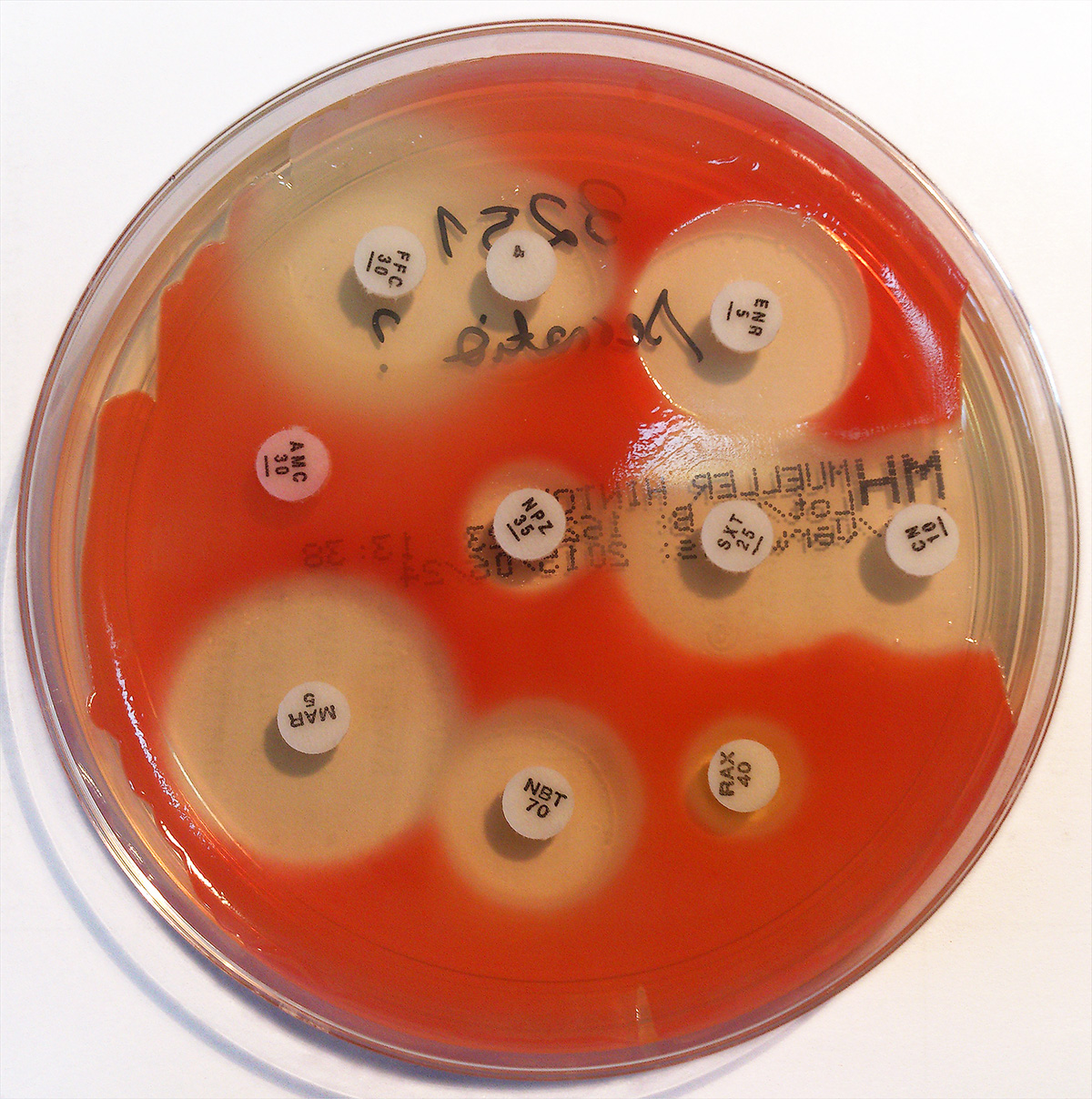
Antybiogram w posiewie Serratia marcescens. Po uzyskaniu potwierdzenia mikrobiologicznego zakażenia i antybiogramu leczenie empiryczne jest modyfikowane na celowane z uwzględnieniem oporności i wrażliwości na antybiotyki

Chorzy o wysokim ryzyku powikłań powinni być leczeni w szpitalu i poddani dożylnej empirycznej antybiotykoterapii za pomocą leków wykazujących aktywność wobec Pseudomonas aeruginosa. Antybiotyki są podawane jak najszybciej po pobraniu materiału do badań mikrobiologicznych, przed uzyskaniem ich wyników.
W empirycznej antybiotykoterapii stosuje się karbapenemy (imipenem, meropenem), cefalosporyny III generacji (cefepim, ceftazydym), piperacylinę z tazobaktamem. Wśród antybiotyków β-laktamowych nie wykazano przewagi żadnego z powyższych leków, choć w jednej metaanalizie stwierdzono niższą śmiertelność u chorych leczonych piperacyliną z tazobaktamem. Ze względu na ryzyko indukcji oporności na antybiotyki ogranicza się stosowanie karbapenemów u chorych w stabilnym stanie klinicznym bez zwiększonego ryzyka występowania patogenów wielolekoopornych. W przypadku wystąpienia powikłanego zakażenia preferuje się monoterapię pojedynczym antybiotykiem, choć może być wykorzystana kombinacja kilku antybiotyków. W metaanalizie stwierdzono przewagę terapii wykorzystującej antybiotyk β-laktamowy w monoterapii nad połączeniem antybiotyku β-laktamowego z aminoglikozydem w zakresie przeżycia chorych i działań niepożądanych. Skojarzenie kilku leków powinno być zastosowane w przypadku podejrzenia zakażenia patogenami opornymi. W przypadku leczenia skojarzonego sugeruje się połączenie aminoglikozydu z lekiem skutecznym wobec Pseudomonas aeruginosa. Wykorzystane mogą być również fluorochinolony i kolistyna.
Dopuszcza się wybór antybiotyku oparty na lokalnie występującym wzorze oporności i wrażliwości na antybiotyki. U chorych z niskim ryzykiem występowania bakterii opornych na wiele antybiotyków stosuje się strategię eskalacji, w której założeniach empiryczna antybiotykoterapia obejmuje w swoim spektrum Enterobacteriaceae oraz Pseudomonas aeruginosa, jednak nie obejmując bakterii wytwarzających β-laktamazy typu ESBL lub karbapenemazy, a dopiero w przypadku rozpoznania patogenów o takim wzorze oporności lub pogorszenia stanu klinicznego leczenie modyfikuje się w celu pokrycia aktywnością również o te patogeny. U chorych z wysokim ryzykiem zakażenia bakteriami wielolekopoornymi bywa stosowana strategia deeskalacji, z zastosowaniem leków o bardzo szerokim spektrum już w pierwszej linii leczenia, a następnie modyfikacji leczenia po 72–96 godzinach w celu ograniczenia spektrum antybiotykoterapii, o ile stan kliniczny dalej pozostaje stabilny.
W przypadku podejrzenia ciężkiej sepsy, którą sugerują hipotensja, tachykardia, przyspieszony oddech, zmniejszenie diurezy lub bezmocz czy zaburzenia świadomości, antybiotykoterapia powinna składać się z antybiotyku β-laktamowego (imipenem, meropenem, piperacylina-tazobaktam) w połączeniu z aminoglikozydem i glikopeptydem, przy czym konieczne bywa dołączenie leku przeciwgrzybiczego. Nie zaleca się rutynowego dołączania wankomycyny do empirycznej antybiotykoterapii, aby nie sprzyjać powstawaniu oporności na wankomycynę, szczególnie enterokoków (VRE), a ponadto u osób dorosłych nie wykazano zmniejszenia śmiertelności po dodaniu wankomycyny do empirycznej antybiotykoterapii. Dodanie wankomycyny do empirycznej antybiotykoterapii powinno być rozważane wyłącznie u chorych z ciężkim zakażeniem i wysokim prawdopodobieństwem etiologii bakterii Gram-dodatnich.
Po uzyskaniu wyniku badania mikrobiologicznego leczenie empiryczne jest modyfikowane zgodnie z antybiogramem z uwzględnieniem oporności i wrażliwości na antybiotykoterapie.
Odpowiedź na leczenie jest oceniana po 3–5 dniach leczenia. U chorych odpowiadających na leczenie empiryczne powinno obserwować się obniżenie lub ustąpienie gorączki i poprawę innych współistniejących objawów zakażenia. Gorączka powinna ustąpić w ciągu 2–7 dni. Utrzymująca się gorączka przemawia za obecnością patogenu nieobejmowanym w spektrum antybiotykoterapii empirycznej, uzyskiwaniem nieterapeutycznego stężenia antybiotyków, oporności patogenów na leki, występowania zakażenia w obrębie zamkniętej przestrzeni lub zakażeniem o etiologii niebakteryjnej. Z drugiej strony gorączka może być wynikiem przyczyn niezakaźnych. Chorych stabilnych hemodynamicznie z utrzymującą się gorączką pomimo stosowania antybiotykoterapii empirycznej należy ocenić pod kątem zmiany stosowanych antybiotyków oraz potrzeby dołączenia leku przeciwgrzybiczego. Samo utrzymywanie się gorączki nie jest bezwzględnym wskazaniem do modyfikacji leczenia, jego korekta powinna być wprowadzona w konsekwencji stwierdzenia nowych objawów czy uzyskania nowych dodatnich wyników posiewów, dlatego u stabilnych chorych bez określonego czynnika etiologicznego leczenie może być utrzymane bez wprowadzania modyfikacji. Jednak u chorych bez profilaktyki przeciwgrzybiczej po 4–7 dniach leczenia bez ustępowania gorączki powinno dołączyć się lek przeciwgrzybiczy. W leczeniu empirycznym stosowanymi lekami przeciwgrzybiczymi są liposomalna amfoterycyna B, kaspofungina, worykonazol i itrakonazol. Chorych z utrzymującą się gorączką bez ustępowania objawów klinicznych zakażenia z utrzymywaniem się dodatnich posiewów lub będących niestabilnych hemodynamicznie uznaje się za nieodpowiadających na leczenie empiryczne. Leczenie poszerza się o leki obejmujące w swoim spektrum bakterie beztlenowe, oporne bakterie Gram-ujemne i oporne Gram-dodatnie oraz leki przeciwgrzybicze. Ponownie wykonuje się badania dodatkowe, a diagnostykę poszerza się o tomografię komputerową.
Na długość leczenia ma wpływ lokalizacja infekcji, patogen sprawczy oraz przyrost liczby neutrofilów. Gdy czynnik etiologiczny zakażenia został zidentyfikowany, antybiotykoterapia jest kontynuowana przez co najmniej standardowy okres do czasu uzyskania liczby neutrofilów przekraczającej 500/µl. W większości przypadków niepowikłanej bakteriemii leczenie przez 7–14 dni jest wystarczające, choć w przypadku etiologii bakteriami Gram-ujemnymi konieczne jest leczenie 10–14 dni, a w przypadku Staphylococcus aureus antybiotykoterapia musi być utrzymana przez 4 tygodnie. 7–14-dniowe leczenie jest wymagane w przypadku zapalenia płuc, zapalenia zatok i zakażeń tkanek miękkich.
U chorych bez rozpoznania mikrobiologicznego w przypadku stwierdzenia poprawy objawów zakażenia i zmniejszenia nasilenia gorączki po dotychczasowym leczeniu empirycznym leczenie jest kontynuowane do czasu uzyskania liczby neutrofilów powyżej 500/µl oraz niewystępowania gorączki powyżej 24–48 godzin. Chorzy bez gorączki, ale z liczbą neutrofilów poniżej 500/µl wymagają dłuższej antybiotykoterapii kontynuowanej do czasu ustąpienia neutropenii i uzyskania liczby neutrofilów powyżej 500/µl. Część autorów sugeruje, by decyzja o zakończeniu antybiotykoterapii była podejmowana niezależnie od liczby neutrofilów, a raczej na podstawie 48-godzinnego okresu bezgorączkowego oraz stabilnego stanu hemodynamicznego. Chory po zakończeniu antybiotykoterapii jest obserwowany w warunkach szpitalnych przez 24–48 godzin.
W niektórych sytuacjach klinicznych w celu optymalizacji leczenia empiryczna antybiotykoterapia jest modyfikowana. W przypadku podejrzenia zakażenia związanego z cewnikiem centralnym do leczenia dołącza się glikopeptyd. U chorych stabilnych cewnik nie powinien być usuwany bez mikrobiologicznego potwierdzenia zakażenia. Usunięcie cewnika jest konieczne w przypadku zakażenia tunelu portu, jego kieszeni, przetrwałej bakteriemii oraz infekcji atypowych. W przypadku zapalenia płuc konieczne jest dodanie makrolidu do antybiotyku β-laktamowego, z kolei w przypadku zakażeń o punkcie wyjścia z jamy brzusznej lub miednicy konieczne jest dołączenie metronidazolu.
Mimo niejasnych dowodów na ich skuteczność w leczeniu gorączki neutropenicznej G-CSF może być użyty w leczeniu neutropenii i poważnych infekcji jako leczenie uzupełniające antybiotykoterapię. W metaanalizie stwierdzono skrócenie okresu pobytu w szpitalu u chorych leczonych jednocześnie antybiotykami i czynnikami wzrostu, jednak nie zaobserwowano poprawy przeżycia leczonych w ten sposób. Również w innej metaanalizie zaobserwowano jedynie skrócenie długości hospitalizacji i czasu trwania neutropenii IV stopnia. Zalecenia NCCN sugerują kontynuację profilaktyki czynnikami wzrostu, gdy była ona wdrożona przed wystąpieniem gorączki neutropenicznej. U chorych nie otrzymujących wcześniej profilaktyki ocenia się czynniki ryzyka powikłań i niekorzystnego przebiegu gorączki neutropenicznej. Wdrożenie G-CSF rozważa się w przypadku występowania takich czynników ryzyka jak: wiek >65 roku życia, sepsa, ciężka neutropenia poniżej 100/µl, przewidywany czas neutropenii powyżej 10 dni, zapalenie płuc, inwazyjne zakażenia grzybicze oraz przebyta gorączka neutropeniczna.
Leczenie chorych o niskim ryzyku

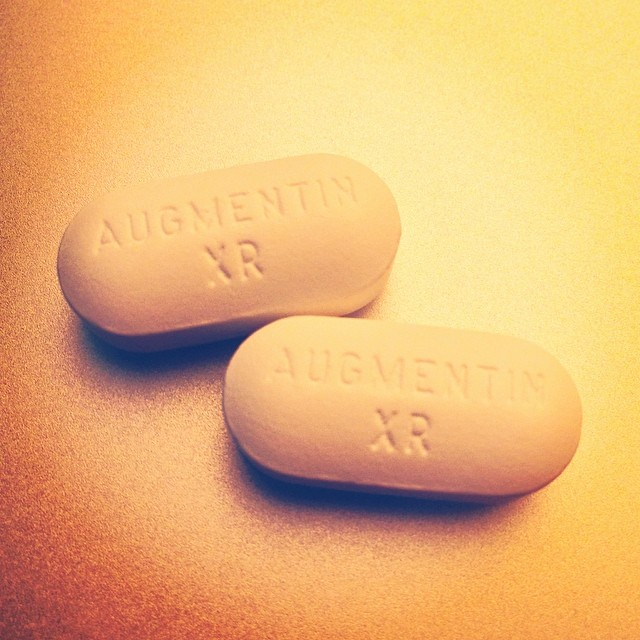
W leczeniu chorych o niskim ryzyku stosuje się amoksycylinę z kwasem klawulanowym w połączeniu z ciprofloksacyną

Do chorych o niskim ryzyku powikłań mogą być kwalifikowane osoby o niskim ryzyku w systemie MASCC (>21 punktów), w dobrym stanie sprawności (<1 PS WHO/ECOG), bez ostrych schorzeń będących niezależnymi wskazaniami do hospitalizacji czy intensywnej obserwacji, o krótkim przewidywanym czasie bardzo ciężkiej neutropenii poniżej 100/µl przez poniżej 7 dni, bez niewydolności wątroby lub niewydolności nerek. Leczenie chorych o niskim ryzyku powikłań i zgonu może odbywać się w szpitalu, a u niektórych chorych w warunkach ambulatoryjnych. Antybiotyki mogą być podawane doustnie, sekwencyjnie z początkowym podawaniem dożylnym i następnie doustnym lub wyłącznie dożylnie. W leczeniu chorych o niskim ryzyku wykorzystuje się antybiotyki doustnie lub dożylne podawane ambulatoryjnie, ewentualnie w domu chorego. U chorych o niskim ryzyku powikłań i zgonu bez ostrej białaczki i cewnika centralnego nie wykazano przewagi leczenia antybiotykami podawanymi dożylnie nad lekami podawanymi doustnie.
W ramach doustnej antybiotykoterapii standardowo wykorzystuje się ciprofloksacynę w połączeniu z amoksycyliną z kwasem klawulanowym. U chorych z nadwrażliwością na penicylinę alternatywną stosuje się połączenie ciprofloksacyny z klindamycyną. Fluorochinolony stosowane w połączeniu z innymi antybiotykami nie wykazują przewagi nad monoterapią z zastosowaniem tych leków, jednak połączenia dwóch antybiotyków są preferowane ze względu na rosnące znaczenie etiologiczne bakterii Gram-dodatnich. W monoterapii mogą być również wykorzystywane moksyfloksacyna lub lewofloksacyna. Doustnie fluorochinolony nie powinny być podawane u chorych stosujących te leki w ramach profilaktyki.
Chorych o niskim ryzyku powikłań i zgonu związanego z gorączką neutropeniczną można leczyć w warunkach ambulatoryjnych. Leczenie wówczas jest prowadzone za pomocą antybiotyków doustnych lub dożylnych podanych w przychodni (poradni). Leczenie ambulatoryjne pozwala ograniczyć ryzyko powikłań związane z hospitalizacją oraz koszty leczenia, jednak nie każdy chory kwalifikuje się do takiej strategii postępowania. Istotna w kwalifikacji chorych do takiego leczenia jest możliwość zapewnienia ciągłości adekwatnej opieki medycznej, szybkiego dotarcia do ośrodka onkologicznego, obecność odpowiedniego wsparcia środowiska domowego oraz stopień współpracy chorego z lekarzem i realizacji zaleceń. U chorych z tej grupy ryzyka nie wykazano przewagi hospitalizacji nad leczeniem ambulatoryjnym.
U chorych leczonych ambulatoryjnie zaleca się kilku-kilkunastogodzinną obserwację chorego (2–12 godzin) w celu potwierdzenia niskiego ryzyka powikłań oraz obserwacji reakcji na pierwszą dawkę leku, a także konieczna jest codzienna kontrola lekarska przez przynajmniej pierwsze 3 dni (72 godziny), a jeśli obserwuje się poprawę po leczeniu empirycznym, to dalsze kontrole mogą być telefoniczne. U chorych, u których po 2–4 dniach nie obserwuje się ustąpienia gorączki po leczeniu antybiotykami doustnymi, może być konieczne przejście na leczenie dożylne w warunkach szpitalnych.
Część chorych nie kwalifikuje się do leczenia doustnego w warunkach ambulatoryjnych. Wówczas chorych hospitalizuje się i leki mogą być podawane doustnie lub dożylnie. U części chorych początkowo leczenie prowadzi się dożylnie przez co najmniej 48 godzin, a następnie u chorych bez gorączki możliwa jest kontynuacja leczenia za pomocą leków doustnych (leczenie sekwencyjne).

## Profilaktyka

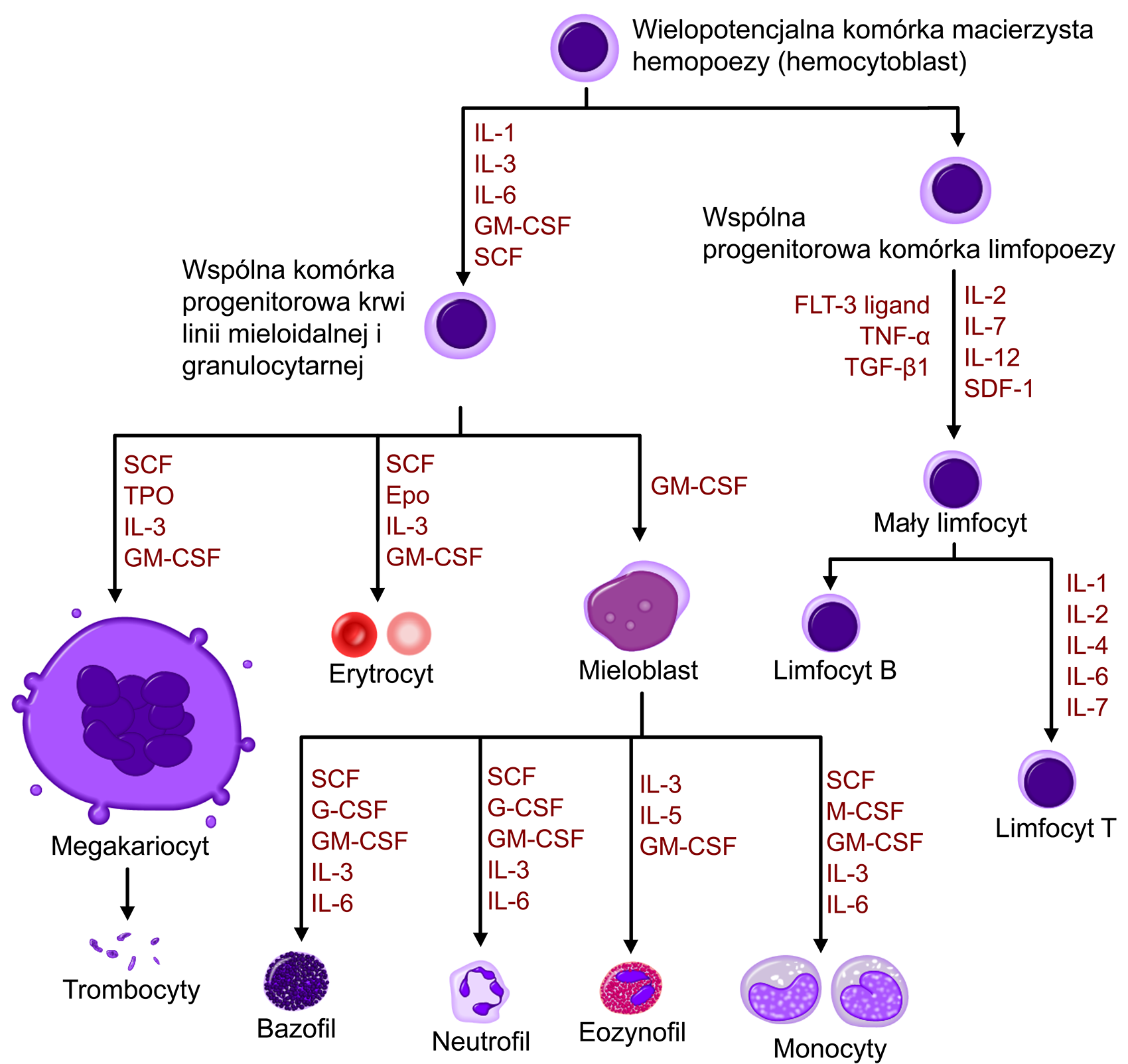
Hematopoeza i czynniki wzrostu. G-CSF stymuluje wytwarzanie i uwalnianie neutrofilów

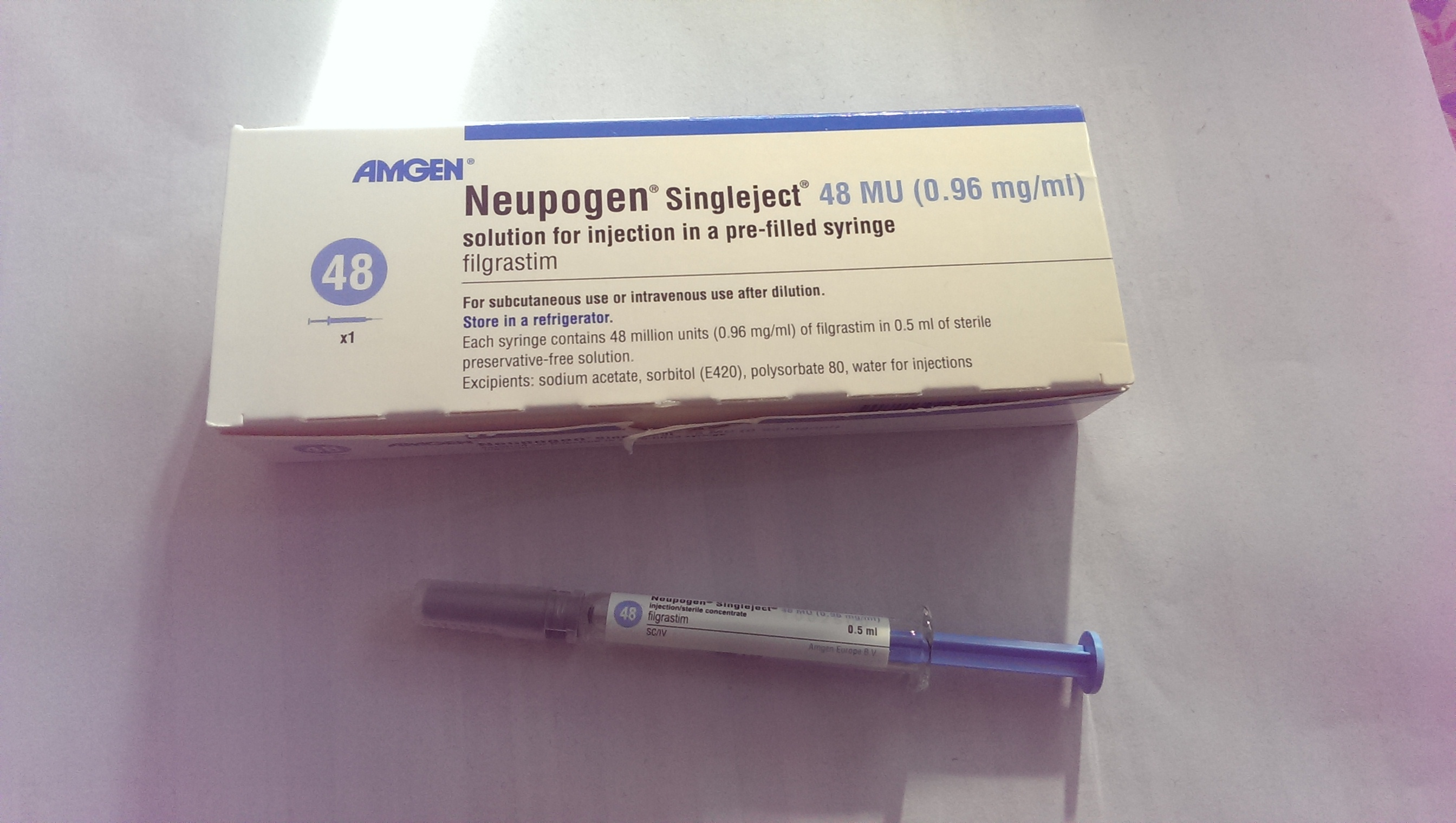
Rekombinowany ludzki czynnik wzrostu kolonii granulocytów (filgrastym)

### Rekombinowane czynniki wzrostu granulocytów
Czynnik stymulujący tworzenie kolonii granulocytów (G-CSF albo CSF-3) jest cytokiną należącą do rodziny czynników stymulujących kolonii (CSF) obejmującej również czynnik stymulujący tworzenie kolonii makrofagów (M-CSF albo CSF-1) i czynnik stymulujący tworzenie kolonii granulocytów i makrofagów (GM-CSF albo CSF-2). G-CSF jest wytwarzana przede wszystkim w mikrośrodowisku szpiku przez komórki śródbłonka i fibroblasty. G-CSF jest krytycznym czynnikiem wzrostu dla podtrzymania wzrostu komórek progenitorowych neutrofilów. Głównym efektem działania G-CSF jest stymulacja komórek progenitorowych, wytwarzanie i uwalnianie neutrofilów ze szpiku kostnego oraz stymulacja przeżycia dojrzałych neutrofilów. Czynnik wpływa także na chemotaksję neutrofilów oraz funkcje efektorowe tych komórek. U osób zdrowych pojedyncza dawka 5 μg/kg powoduje pięciokrotny wzrost liczby neutrofilów we krwi obwodowej.
W praktyce klinicznej zastosowanie znajdują rekombinowane ludzkie G-CSF: filgrastym, pegfilgrastym i lenograstym. Leki podaje się podskórnie 24–72 godziny po zakończeniu chemioterapii. Filgrastym podaje się w dawce 5 μg/kg w zaokrągleniu do najbliższej ampułkostrzykawki raz dziennie przez kolejne 3–5 dni. Pegfilgrastym ma dłuższe działanie niż fligrastym i lek podaje się jednorazowo na jeden kurs leczenia, 24 godziny po zakończeniu chemioterapii w dawce 6 μg. Leku nie podaje się w odstępach krótszych niż 14 dniowe.
Profilaktyka pierwotna
Profilaktyka pierwotna polega na podawaniu czynników wzrostu granulocytów już od pierwszego kursu chemioterapii. Przed pierwszym podaniem cyklu chemioterapii ocenia się ryzyko wystąpienia neutropenii i gorączki neutropenicznej. Ocena ryzyka obejmuje typ i zaawansowanie choroby, zastosowany program leczniczy, ocenę współwystępujących schorzeń, zaplanowany cel leczenia oraz wcześniejsze występowanie neutropenii. Następnie choremu przyporządkowuje się odpowiednie kategorie ryzyka: ryzyko wysokie, ryzyko pośrednie i niskie ryzyko.
U chorych z wysokim ryzykiem rozwoju gorączki neutropenicznej (wynoszącym powyżej 20%) zwykle wdraża się profilaktykę za pomocą czynników wzrostu granulocytów. Profilaktyka może być również wdrażana u chorych leczonych schematami typowo nie prowadzącymi do mielosupresji i wysokim ryzykiem gorączki neutropenicznej związanym z istotnymi chorobami współistniejącymi lub uszkodzeniem szpiku kostnego.
U chorych z ryzykiem pośrednim gorączki neutropenicznej (ocenionym na 10–20%) profilaktyka czynnikami wzrostu jest wdrażana na podstawie indywidualnych wskazań, jednak nie rutynowo, jak u chorych z wysokim ryzykiem. W ocenie wskazań uwzględnia się ryzyko rozwoju neutropenii, następstwa powikłań infekcyjnych oraz konsekwencje redukcji dawki cytostatyków, szczególnie u chorych leczonych z intencją wyleczenia. Przy kwalifikacji chorego do profilaktyki uwzględnia się także wiek chorego ≥65 lat (u chorych na raka piersi ≥59 lat), zaawansowane stadium choroby, wcześniejsze wystąpienie gorączki neutropenicznej oraz brak profilaktyki antybiotykowej podczas neutropenii (rola takich czynników ryzyka: płeć żeńska, zły stopień sprawności, zły stopień odżywienia, stężenie hemoglobiny <12 g/dl, poważne choroby przewlekłe nerek lub wątroby jest słabiej udokumentowana jako czynnik predykcyjny). U chorych leczonych paliatywnie z założeniem terapeutycznym wydłużenia przeżycia lub kontroli objawów choroby nowotworowej decyzja jest trudna i profilaktyka pierwotna jest rzadziej stosowana. Stosowanie profilaktyki za pomocą czynników wzrostu granulocytów jest uzasadnione, gdy neutropenia wynika przede wszystkim z czynników ryzyka związanym ze stanem chorego. Z kolei gdy neutropenia wynika głównie ze zbyt nasilonej toksyczności szpikowej leczenia, to uzasadniona jest redukcja dawek lub zmiana programu leczniczego, o ile zmiana intensywności leczenia oferuje zbliżone korzyści terapeutyczne.
U chorych z niskim ryzykiem gorączki neutropenicznej (ocenionym na poniżej 10%) nie stosuje się rutynowo profilaktyki pierwotnej za pomocą czynników wzrostu, ale profilaktyka może być zastosowana u chorych leczonych radykalnie lub adiuwantowo przy występowaniu istotnego ryzyka ciężkich powikłań ewentualnej gorączki neutropenicznej.
W wieloośrodkowym badaniu na ponad 900 chorych z rakiem piersi wykazano, że profilaktyka pierwotna za pomocą czynników wzrostu granulocytów pozwala znacznie zmniejszyć ryzyko wystąpienia gorączki neutropenicznej. W innym badaniu u chorych z rakiem drobnokomórkowym płuc porównano skuteczność pierwotnej profilaktyki gorączki neutropenicznej za pomocą antybiotyków oraz antybiotyków z dodaniem czynników wzrostu granulocytów. Stwierdzono, że dodanie czynników wzrostu granulocytów w profilaktyce pierwotnej zmniejsza ryzyko rozwoju gorączki neutropenicznej.
Mimo wykazania skuteczności profilaktyki pierwotnej w zapobieganiu gorączki neutropenicznej nie jest jasne, czy profilaktyka wiąże się ze zmniejszeniem śmiertelności leczonych. W metaanalizie 59 badań klinicznych zaobserwowano umiarkowaną redukcję ogólnej śmiertelności w grupie chorych z profilaktyką za pomocą czynników wzrostu granulocytów w porównaniu do grupy chorych niestosujących takiej profilaktyki, jednak w analizie badań porównujących skuteczność profilaktyki stosowanej w takich samych programach leczniczych z takim samym dawkowaniem leków cytostatycznych zastosowanie pierwotnej profilaktyki nie prowadziło do istotnego statystycznie zmniejszenia śmiertelności. W metaanalizie 148 badań klinicznych na dzieciach i osobach dorosłych otrzymujących chemioterapię lub przeszczepienie komórek macierzystych szpiku w takich samych schematach chemioterapii lub kondycjonowania przed przeszczepem zaobserwowano krótkoterminową śmiertelność wynoszącą 7,6% u chorych z profilaktyką czynnikami wzrostu oraz 8,0% u chorych bez takiej profilaktyki. Również w innej metaanalizie 2156 chorych z rakiem piersi stwierdzono niewielkie zmniejszenie śmiertelności chorych poddanych profilaktyce, jednak bez istotnej statystycznie redukcji śmiertelności związanej z zakażeniem.
Profilaktyka wtórna
Przed każdym kolejnym kursem leczenia chorego ponownie ocenia się pod kątem ryzyka istotnej neutropenii i gorączki neutropenicznej. W przypadku wystąpienia objawowej neutropenii konieczne jest ograniczenie dawki leków cytostatycznych lub wdrożenie profilaktyki wtórnej za pomocą czynników wzrostu granulocytów. U chorych leczonych z założeniem leczenia radykalnego, u których ograniczenie wielkości dawek i intensywności leczenia niekorzystnie wpływa na rokowanie, profilaktykę wtórną za pomocą czynników wzrostu granulocytów wdraża się w przypadku objawowej i bezobjawowej neutropenii prowadzącej do ograniczenia dawki lub odroczenia kolejnego podania leczenia. Jeśli do istotnej klinicznie neutropenii lub gorączki neutropenicznej dojdzie pomimo stosowania profilaktyki za pomocą czynników wzrostu, zaleca się redukcję dawek leków lub zmianę schematu leczniczego, o ile nie prowadzi to do zmniejszenia szansy na przeżycie chorego, szczególnie w przypadku leczenia o założeniu radykalnym.

### Profilaktyczne leczenie przeciwdrobnoustrojowe

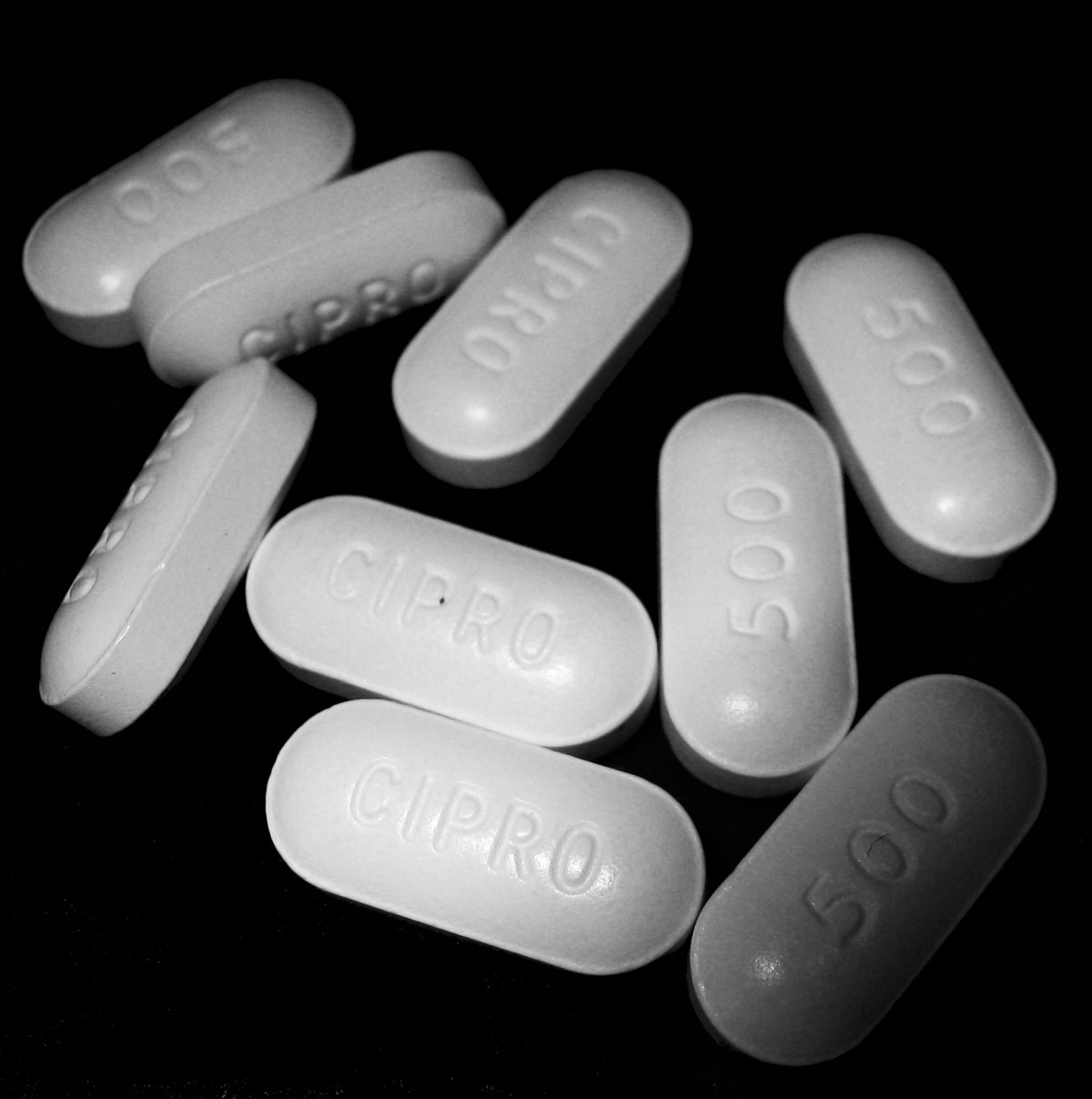
Ciprofloksacyna jest wykorzystywana w profilaktyce antybiotykowej gorączki neutropenicznej

U niektórych chorych w ramach profilaktyki stosuje się antybiotyki o szerokim spektrum. U chorych o niskim ryzyku powikłań i zgonu oraz u chorych z neutropenią o przewidywanym czasie trwania krótszym niż 7 dni bez leczenia immunosupresyjnego nie zaleca się profilaktyki antybiotykowej i przeciwgrzybiczej. Do chorych o pośrednim ryzyku powikłań należą chorzy z neutropenią o przewidywanym czasie trwania 7–10 dni oraz chorzy z chłoniakiem, szpiczakiem mnogim, przewlekłą białaczką szpikową, biorcy autologicznego przeszczepu szpiku, leczeni analogami puryn. U chorych o pośrednim ryzyku można rozważyć profilaktykę za pomocą fluorochinolonów oraz profilaktykę przeciwgrzybiczą. Do chorych o wysokim ryzyku powikłań zalicza się chorych o przewidywanym czasie trwania neutropenii dłuższym niż 7–10 dni, jak też chorych po allogenicznym przeszczepieniu szpiku kostnego, z ostrą białaczką szpikową lub limfoblastyczną, leczonych alemtuzumabem oraz z chorobą przeszczep przeciw gospodarzowi (GVHD) leczonych wysokimi dawkami kortykosteroidów. W tej grupie chorych można rozważyć profilaktykę przeciwbakteryjną za pomocą fluorochinolonów oraz profilaktykę przeciwgrzybiczą. Użyteczność profilaktyki antybiotykowej jest problematyczna ze względu na szerokie spektrum potencjalnych patogenów oraz ryzyko indukcji oporności.
W metaanalizie 18 badań na 1408 chorych stwierdzono, że fluorochinolony w porównaniu do trimetoprimu-sulfametoksazolu czy placebo znacząco obniżają ryzyko infekcji, szczególnie bakterii Gram-ujemnych (spadek ryzyka o 80%), jednak nie wpływają znacząco na obniżenie ryzyka rozwoju gorączki neutropenicznej i nie zmniejszają ryzyka zgonu związanego z zakażeniem. W innej metaanalizie 84 badań porównano profilaktykę obejmującą fluorochinolon, placebo oraz profilaktykę za pomocą antybiotyku. Zaobserwowano znaczne zmniejszenie śmiertelności u chorych poddanych profilaktyce za pomocą fluorochinolonów. Jednocześnie profilaktyka za pomocą fluorochinolonów, w związku ze spektrum działania tych leków, zwiększa odsetek zakażeń bakteriami Gram-dodatnimi i zakażeń grzybiczych.

## Rokowanie
Obecnie ogólna śmiertelność towarzysząca gorączce neutropenicznej jest szacowana na 2,8%. Rokowanie jest znacznie gorsze w przypadku rozwoju sepsy. U chorych ocenionych w klasyfikacji MASCC na >21 punktów śmiertelność wynosi poniżej 3%, ale u chorych z <15 punktów śmiertelność wynosi już 36%.